# Юрич, Станко
Ста́нко Ю́рич (хорв. Stanko Jurić; род. 16 августа 1996, Сплит) — хорватский футболист, полузащитник клуба «Реал Вальядолид».

## Клубная карьера
Юрич — воспитанник клубов «Далматинац Сплит», «Адриатик Сплит» и «Дугополе». 14 августа 2015 года в матче против «Задара» он дебютировал в Первой лиге Хорватии в составе последних. 22 октября 2016 года в поединке против «Сесвете» Станко забил свой первый гол за «Дугополе». В начале 2018 года Юрич перешёл в сплитский «Хайдук». В матче против «Загреба» он дебютировал в чемпионате Хорватии. В этом же поединке Станко забил свой первый гол за «Хайдук». 
Летом 2021 года Юрич перешёл в итальянскую «Парму». 20 августа в матче против «Фрозиноне» он дебютировал в итальянской Серии B. 12 сентября в поединке против «Порденоне» Станко забил свой первый гол за «Парму». 
Летом 2023 года Юрич на правах аренды перешёл в испанский «Вальядолид». 26 августа в матче против «Алькоркона» он дебютировал в Сегунде. 22 октября в поединке против «Андорры» Станко забил свой первый гол за «Вальядолид». 